# Seznam nejvyšších budov Evropské unie

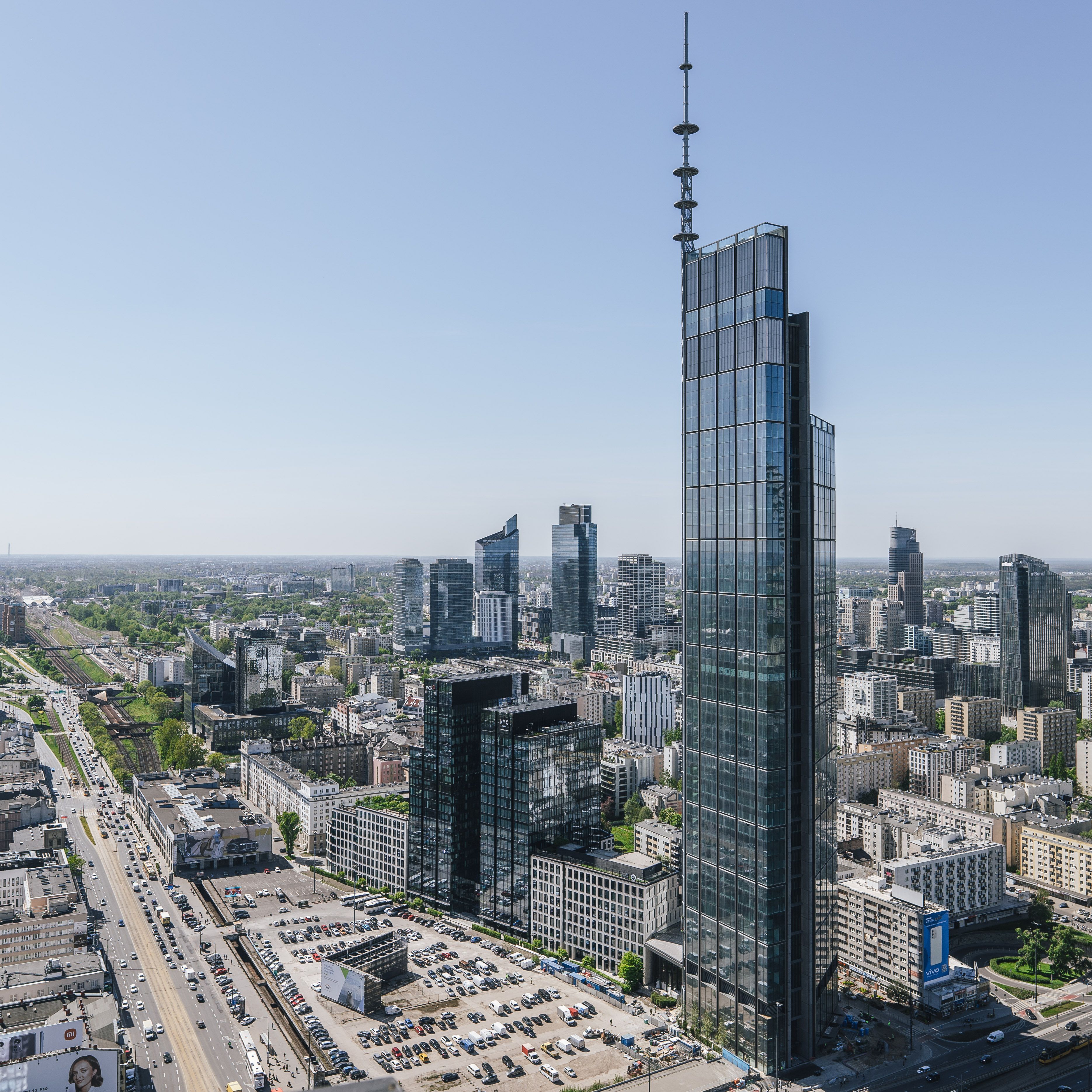
Varso Tower ve Varšavě, nejvyšší budova Evropské unie

Toto je seznam dvaceti nejvyšších budov Evropské unie, které už byly vystavěny. Seznam nejvyšších budov v Evropě obsahuje nejvyšší budovy celé Evropy.
|     | Název                        | Fotka | Město     | Stát       | Výška nejvyššího patra v metrech | Poschodí | Rok dokončení |
| --- | ---------------------------- | ----- | --------- | ---------- | -------------------------------- | -------- | ------------- |
| 1.  | Varso Tower                  |       | Varšava   | Polsko     | 310                              | 53       | 2021          |
| 2.  | Commerzbank Tower            |       | Frankfurt | Německo    | 259                              | 56       | 1997          |
| 3.  | Messeturm                    |       | Frankfurt | Německo    | 257                              | 64       | 1990          |
| 4.  | Torre de Cristal             |       | Madrid    | Španělsko  | 249                              | 52       | 2008          |
| 5.  | Torre Cepsa                  |       | Madrid    | Španělsko  | 248                              | 45       | 2008          |
| 6.  | Palác kultury a vědy         |       | Varšava   | Polsko     | 237                              | 43       | 1955          |
| 7.  | Torre PwC                    |       | Madrid    | Španělsko  | 236                              | 52       | 2008          |
| 8.  | Tour First                   |       | Paříž     | Francie    | 231                              | 56       | 2011          |
| 9.  | Unicredit Tower              |       | Milán     | Itálie     | 231                              | 35       | 2011          |
| 10. | Torre Emperador Castellana   |       | Madrid    | Španělsko  | 228                              | 57       | 2008          |
| 11. | DC Towers                    |       | Vídeň     | Rakousko   | 220                              | 60       | 2013          |
| 12. | Warsaw Spire                 |       | Varšava   | Polsko     | 220                              | 49       | 2016          |
| 13. | Tour Hekla                   |       | Paříž     | Francie    | 220                              | 51       | 2022          |
| 14. | De Zalmhaven                 |       | Rotterdam | Nizozemsko | 215                              | 58       | 2021          |
| 15. | Sky Tower                    |       | Vratislav | Polsko     | 212                              | 50       | 2012          |
| 16. | Alianz Tower                 |       | Milán     | Itálie     | 209                              | 50       | 2015          |
| 17. | Tour Montparnasse            |       | Paříž     | Francie    | 210                              | 59       | 1972          |
| 18. | Piedmont Region Headquarters |       | Turín     | Itálie     | 209                              | 42       | 2022          |
| 19. | Westend Tower                |       | Frankfurt | Německo    | 208                              | 53       | 1993          |
| 20. | Warsaw Trade Tower           |       | Varšava   | Polsko     | 208                              | 43       | 1999          |